# Pacará (Tucumán)
Pacará es una localidad argentina ubicada en el departamento Cruz Alta de la provincia de Tucumán. Se halla 9 km al sudeste del centro de San Miguel de Tucumán.
Su principal vía de comunicación es la ruta nacional 9, que la vincula al norte con Banda del Río Salí y al sur con El Bracho.

## Historia
La localidad surgió a partir de la estación de ferrocarril Pacará, inaugurada en 1892. Esta era una importante estación de la cual surgía hacia el norte un ramal que pasaba por 3 ingenios en la zona de Delfín Gallo.
El asentamiento urbano consiste en un damero paralelo a las vías, con la particularidad de una plaza orientada a 45° respecto de sus calles.

## Población
Cuenta con 830 habitantes (Indec, 2010), lo que representa un incremento del 6% frente a los 780 habitantes (Indec, 2001) del censo anterior.
| Gráfica de evolución demográfica de Pacará entre 1991 y 2010 |
|                                                              |
| Fuente: Censos nacionales del INDEC                          |